# Patrocinio de las Heras
María Patrocinio de las Heras Pinilla (Soria, 18 de abril de 1944) es una trabajadora social española, vinculada al desarrollo del Sistema Público de Servicios sociales a través del trabajo social. Ha promovido el Bienestar Social como Política social que cubre las necesidades básicas de la ciudadanía. Sentó las bases del actual sistema de Servicios Sociales y ha escrito sobre distintas realidades de este campo, contribuyendo con ello a reflejar la evolución de la profesión.

## Trayectoria
En 1966 Patrocinio de las Heras obtuvo su diplomatura en Magisterio, en 1989 en Trabajo Social y más tarde en 1994 la licenciatura en Ciencias Políticas y Sociología. De las Heras es reconocida por su lucha por la eliminación de la Beneficencia Pública en la Constitución Española de 1978, lo que abrió paso hacia la globalidad de los derechos sociales para toda la ciudadanía.
Patrocinio de las Heras comenzó entre 1969 y 1978 trabajando en distintos campos como trabajadora social en Pamplona ejerciendo en la Seguridad Social en atención a mayores y personas con discapacidad social en programas de desarrollo comunitario. Siendo presidenta del Consejo General de Trabajadores Sociales, entre 1977 hasta 1983, desarrolló junto con su equipo una enmienda que cambió la expresión de beneficencia pública, caridad, recogida en la Constitución y permitió construir un sistema universal de salud y servicios sociales pasando de las antiguas estructuras benéfico-asistenciales a un sistema de protección social de prestaciones y servicios de carácter universal.
En su libro Trabajo Social y Servicios Sociales. Conocimiento y ética destaca la importancia del trabajo social para la defensa de la persona, la justicia social frente a la pobreza, la exclusión y marginación social. También reivindicó la incorporación del trabajo social con rango de diplomatura y la creación de colegios profesionales de trabajadores sociales de España.
En la década de los 80, durante el gobierno del PSOE, desempeñó cargos de responsabilidad relacionados con la construcción de los servicios sociales.
Siendo directora general de Acción Social de los Ministerios de Trabajo y Seguridad Social y de Asuntos Sociales de 1983 a 1990 vio la luz el Plan Concertado para el desarrollo de prestaciones básicas de los servicios sociales. Los objetivos fundamentales eran garantizar unos Servicios Sociales básicos a toda la población, proporcionar a la ciudadanía Servicios Sociales de calidad adecuados a sus necesidades y construir una red pública de Equipamientos desde la que prestar estos servicios sociales. Este plan fue y es la vía de financiación de los ayuntamientos y diputaciones con el que las comunidades además fueron redactando sus leyes de servicios sociales. Presidió entre 1995 y 1997 la Federación de Mujeres Progresistas.
Regresó a la política municipal como Delegada Federal de Servicios Sociales durante cinco años, de 1982 a 1987, y Concejala del Ayuntamiento de Madrid del Grupo Socialista entre 1991 y 2003 e igualmente Diputada de la Asamblea de Madrid con el Grupo Socialista en junio de 2003.
Ha publicado desde 1979 hasta 2021, textos y ponencias sobre Bienestar Social, Servicios Sociales, Planificación de Políticas para la Inclusión Social, Igualdad de oportunidades entre hombres y mujeres, Perspectiva de Género en el Bienestar Social y los Servicios Sociales, en Cooperación al Desarrollo donde trata de la construcción del nuevo espacio en el mundo profesional y académico.

### Publicaciones seleccionadas
- Coautora junto a Elvira Cortajerena del libro Introducción al Bienestar Social[12] obra referente en el trabajo social, editado por el Consejo General de Colegios de Trabajadores Sociales y Asistentes Sociales y Club Siglo XXI, Madrid, 1986, primera edición 1979.[13]
- Coordinadora y Coautora del libro Nuevo Contrato Social Mujeres-Hombres, editado por la Federación de Mujeres Progresistas, Madrid, 1997.[14]

También ha sido ponente en distintos cursos y másteres:
- Máster para la Inclusión Social, UNED.
- Curso de Expertas de Políticas de Inserción Social, UNED.
- Curso de Expertas de Agentes de Igualdad de la UNED.
- Máster de Cooperación Internacional sobre Estrategia de Género en Desarrollo del CESIC.

## Premios y reconocimientos
- En 1997, Premio Mujer Progresista, de la Federación Española de Asociaciones de Mujeres Progresistas, en reconocimiento a la publicación Nuevo Contrato Social Mujeres Hombres, para  compartir responsabilidades familiares, trabajo y poder.[7]
- En 2010, Premio al Mérito Social del Instituto Nacional de Servicios Sociales en reconocimiento a la contribución al Sistema Público de Servicios Sociales.[16]

- En 2016, IV Premio Estatal del Trabajo Social.[17]